# フリードリヒ4世 (ヘッセン＝ホンブルク方伯)
フリードリヒ4世（ドイツ語：Friedrich IV., 1724年4月15日 - 1751年2月7日）は、ヘッセン＝ホンブルク方伯（在位：1746年 - 1751年）。

## 生涯
フリードリヒ4世はカジミール・ヴィルヘルム・フォン・ヘッセン＝ホンブルクと、ゾルムス＝ブラウンフェルス伯ヴィルヘルム・モーリッツの娘クリスティーネ・シャルロッテの長子としてブラウンフェルス城で生まれた。父カジミール・ヴィルヘルムはヘッセン＝ホンブルク方伯フリードリヒ2世の息子であった。
フリードリヒは最初ブラウンフェルス城で育てられ、その後ファーレルで育った。人文主義的キリスト教の精神で教育を受け、ライデン大学にしばらく在学した。1740年にヴェーゼルを訪れた際にプロイセン王フリードリヒ大王に紹介された。フリードリヒ大王の提案で、フリードリヒは1741年にプロイセン軍に加わり、シュレージエン戦争に参加した。フリードリヒはブジェク包囲戦で頭角を現し、大尉に昇進した。1744年にはボヘミア攻撃とプラハ占領に参加した。しかし1745年に病気になり、休職した。
1746年10月10日にフンゲンにおいて、ゾルムス＝ブラウンフェルス侯フリードリヒ・ヴィルヘルムの娘で従姉妹にあたるウルリーケ・ルイーゼ（1731年 - 1792年）と結婚した。1746年6月8日に伯父フリードリヒ3世がオランダで嗣子なく死去したため、フリードリヒ4世としてヘッセン＝ホンブルク方伯位を継承した。
首相フリードリヒ・カール・フォン・モーザーとカジミール・フォン・クリスは、ヘッセン＝ホンブルクの財政再建の問題を解決しようとしたが、伯父の統治時代からの不適切な状況が続いた。
1737年にケトラー家が断絶した後、フリードリヒ4世はクールラント公国を相続する権利を主張した。しかし、ロシア女帝アンナは、寵臣のエルンスト・ヨハン・フォン・ビロンに公国を与えた。
1747年、本家筋のヘッセン＝ダルムシュタット家がホンブルクの領地を取り戻そうとした。ダルムシュタットから遠征軍が派遣され、ヘッセン＝ダルムシュタット方伯ルートヴィヒ8世がフリードリヒ4世の法的後見人であると主張した。しかし、フリードリヒ4世はすでに法的に成人しており、結婚していた。裁判が皇帝と最高裁判所に持ち込まれたが、議論が続いている間に、フリードリヒ4世は1751年に「胸の病気」で28歳の若さで死去した。息子で後継者のフリードリヒ5世は、1週間前に3歳の誕生日を迎えたばかりであった。
フリードリヒ4世はバート・ホンブルク城の霊廟に埋葬された。

## 子女
ウルリーケ・ルイーゼ・ツー・ゾルムス＝ブラウンフェルスから、以下の子女が生まれた。
- フリードリヒ5世（1748年 - 1820年） - ヘッセン＝ホンブルク方伯
- マリー・クリスティーネ・シャルロッテ・ヴィルヘルミーネ（1749年11月4日 - 1750年11月10日）